# 長昌寺 (台東区)
長昌寺（ちょうしょうじ）は、東京都台東区今戸にある日蓮宗の寺院。山号は深栄山。旧本山は甲斐の総本山身延山久遠寺、潮師法縁。江戸時代に境内の聖観世音菩薩像が庶民の信仰を集めた。北区上十条3-24−19に別院を有す。

## 歴史
弘安2年（1279年）浅草寺座主を務めた寂海法印（のちの日寂）が立正大師日蓮の弟子日常との法論に敗れ、日蓮宗に改め妙昌寺として開山した。元亨元年（1321年）水害のため現在地に移転再興した。寺号も長昌寺に改めた。元和年間（1615年－1624年）酒井忠勝が中興した。

## 交通アクセス
- 浅草駅より徒歩約19分（経路案内）。
- JR東日本南千住駅より徒歩約20分（経路案内）。
- 日比谷線三ノ輪駅より徒歩約21分（経路案内）。

## 参考資料
- 日蓮宗寺院大鑑編集委員会『宗祖第七百遠忌記念出版 日蓮宗寺院大鑑』大本山池上本門寺 (1981年)
- 御府内寺社備考
- 斎藤幸雄「卷之六 開陽之部 深栄山長昌寺」『江戸名所図会』 3巻、有朋堂書店、1927年、554-555,558-559頁。NDLJP:1174157/282。